# Małgorzata Kiereś
Małgorzata Kiereś (ur. 22 listopada 1956 w Cieszynie) – polska etnografka, badaczka Śląska Cieszyńskiego, muzealniczka, kierowniczka Muzeum Beskidzkiego w Wiśle.

## Życiorys
Ukończyła studia etnograficzne na Wydziale Filozoficzno-Historycznym Uniwersytetu Jagiellońskiego w Krakowie. Od 1980 pracuje w Muzeum Beskidzkim im. Andrzeja Podżorskiego w Wiśle (oddział Muzeum Śląska Cieszyńskiego w Cieszynie). Od 1997 jest kierowniczką muzeum.
Jest badaczką i popularyzatorką dziedzictwa kulturowego Śląska Cieszyńskiego. Zna gwarę i kulturę góralską, w której się wychowała. Zajmowała się obrzędowością doroczną, strojem ludowym, tradycjami religijnymi, budownictwem, rzemiosłem, pasterstwem, sztuką ludową, historią i kulturą górali czadeckich. Efekty badań naukowych publikuje w czasopismach naukowych i popularnonaukowych oraz wydawnictwach książkowych (Strój ludowy górali wiślańskich, 2000; Strój ludowy górali Istebnej, Jaworzynki, Koniakowa, 2005; Doroczna obrzędowość w społecznościach zróżnicowanych religijnie na pograniczu polsko-czesko-słowackim, 2007). Występuje jako prelegentka na konferencjach naukowych i sesjach folklorystycznych, a także prowadzi lekcje muzealne. Jest redaktorką serii wydawniczej poświęconej strojom ludowym Karpat polskich. To efekt projektu edukacyjno-badawczego, który od 2007 realizuje Fundacja Braci Golec. W ramach tej serii przygotowała publikację Strój górali śląskich (2008), a współtworzyła Strój cieszyński (2014). W przeszłości prowadziła zajęcia dla studentów Uniwersytetu Śląskiego w Cieszynie. 
Jest autorką scenariuszy wystaw o sztuce ludowej, życiu codziennym i obrzędowości dorocznej Beskidu Śląskiego prezentowanych w Muzeum Beskidzkim w Wiśle. W placówce prezentowano też wystawy o warsztacie rzeźby ludowej lokalnych twórców na podstawie scenariusza jej autorstwa. Przygotowała pierwszą w historii wystawę rzeźby województwa bielskiego. Przygotowała cykl wystaw dla dzieci. Zainicjowała wystawy o historii i kulturze górali czadeckich. Zainicjowała kilka muzealnych sesji naukowych oraz powstanie monografii Wisły.
Konsultuje pracę zespołów folklorystycznych, prowadzi warsztaty i seminaria. Jest jurorką podczas konkursów gwarowych i przeglądów folklorystycznych (Festiwal Folkloru Górali Polskich w Żywcu, Przegląd Zespołów Kolędniczych i Obrzędowych „Żywieckie Gody”, Międzynarodowy Festiwal Ziem Górskich w Zakopanem, Karpacki Festiwal Dziecięcych Zespołów Regionalnych w Rabce, Wojewódzki Przegląd Dziecięcych Zespołów Folklorystycznych w Wiśle i Wiejskich Zespołów Artystycznych w Brennej). Występuje w roli konferansjerki przeglądów i festiwali.
Współpracuje z radiem Anioł Beskidów, Programem Pierwszym Polskiego Radia oraz Radiem Katowice. Przygotowała cykl audycji radiowych popularyzujących obrzędowość doroczną Beskidu Śląskiego, konsultowała reportaże filmowe upowszechniające historię i kulturę górali śląskich w TVP3 Katowice. Napisała hasła do słownika gwarowego. Współtworzyła prezentację folkloru górali Beskidu Śląskiego w widowisku folklorystycznym przygotowywanym w ramach programu Past Times in Europe, który był prezentowany w Londynie, Birmingham, Glasgow i Edynburgu. Współtworzyła scenariusze i współorganizowała koncerty Od źródeł Wisły (1993) oraz Karpacka epopeja (1996) w ramach cyklu Pieśń ziemi ojczystej, który w Filharmonii Narodowej w Warszawie organizowała Grażyna Dąbrowska.
Jest członkinią Stowarzyszenia Muzealników Polskich i Polskiego Towarzystwa Ludoznawczego, a poza tym członkinią Rady Programowej Regionalnego Ośrodka Kultury w Bielsku-Białej. Współpracuje m.in. z Polskim Związkiem Kulturalno-Oświatowym na Zaolziu.
Otrzymała Nagrodę Animatora Kultury przyznawaną przez Ministra Kultury i Dziedzictwa Narodowego (1998), Nagrodę im. Karola Miarki (2008), Śląską Nagrodę im. Juliusza Ligonia, Nagrodę im. ks. Leopolda Szersznika (2013), Nagrodę Powiatu Cieszyńskiego, Medal im. J. Ochorowicza i Nagrodę im. Oskara Kolberga (2016). Została wybrana Wiceślązaczką 1998 i Osobowością Ziem Górskich (2013). Otrzymała tytuł „Zasłużony dla Kultury Górali Śląskich”. Dostała też tytuł Perły Podbeskidzia (2012) oraz  medal im. Bogumiła Hoffa - Zasłużony dla Miasta Wisła (2022).